# Румонге (провинция)
Румонге е една от 18-те провинции на Бурунди. Обхваща територия от 1079,72 km2. Столица е едноименният град Румонге. 
Провинция Румонге е създадена на 26 март 2015 г. в резултат от обединяването на общините Бурамби, Буйенгеро и Румонге, които дотогава са част от провинция Бурури, с общини Бугарама и Мухута, които дотогава са част от провинция Бужумбура Рурал.

## Общини
Провинция Румонге включва пет общини:
- община Бугарама
- община Буйенгеро
- община Бурамби
- община Мухута
- община Румонге